# Косуциан Капитон
Вижте пояснителната страница за други личности с името Капитон.
Гай Косуциан Капитон (на латински: Gaius Cossutianus Capito) е римски политик от 1 век.
Тацит споменава, че Косуциан Капитон през 47 г. като член на Сената се съпротивлява притив въвъждането отново на lex Cincia.
През 57 г. той е управител на римската провинция Киликия и е обвинен от киликийския пратеник в Рим в изнудване. По време на процеса той се кара с Публий Клодий Тразеа Пет, който е защитник на обвинителя. Косуциан Капитон е осъден, но след това помилван понеже е тъст на Тигелин, любимецът на Нерон. През 62 г. той съди претора Антисций Сосиан понеже написал подигравателно произведение против императора. Тразеа Пет спасява Сосиан от екзекуция, като успява да убеди Сената да му даде по-лека присъда. Това води до недоволството на Нерон от Тразеа Пет. Еприй Марцел и Косуциан Капитон започват неговото преследване. През 66 г. се внасят няколко обвинения против Тразеа Пет. Ораторът Еприй Марцел получава пет милиона сестерци за обвинението и Сенатът го осъжда на смърт. Тразеа Пет се самоубива след това.